# Cedró
Cedró d'Alexandria va ser patriarca d'Alexandria de l'any 96 al 106.
Quan es va saber la mort del patriarca Abili es van reunir els sacerdots i els bisbes amb els fidels i van escollir patriarca a Cedró. Es deia que era un dels que l'Marc l'evangelista havia batejat. Va prendre possessió de la seu d'Alexandria el mes d'octubre de l'any 96, durant el regnat de l'emperador Nerva.
Va ser detingut i martiritzat durant la persecució dels cristians ordenada per Trajà, perquè es va negar a adorar els déus romans. Va dirigir l'Església durant onze anys, un mes i dotze dies.